# Guillermo de Salisbury
Guillermo de Salisbury, segundo conde de Salisbury (fallecido en 1196) fue un noble anglo-normando. Su título, que realmente era el de Conde de Wiltshire, le fue conferido a su padre por la emperatriz Matilda alrededor de 1143. Fue conocido también como William FitzPatrick, ya que era hijo y heredero de Patrick de Salisbury, conde de Wiltshire, llamado conde de Salisbury, y de Ela Talvas. 

## Familia
Se casó con Leonor, hija de Roberto III de Vitré, barón de Vitré en Bretaña, que murió sin descendencia masculina en 1196. Sólo tuvieron una hija, Ela de Salisbury, que heredó títulos y patrimonio y que se casó con William Longespée, conde de Salisbury, medio hermano del rey .

## Servicio a Ricardo I
Guillermo portó el cetro de oro en la coronación de Ricardo I, pero al año siguiente, cuando el rey fue capturado por Enrique VI, tomó partido por el entonces conde de Mortain y futuro Juan de Inglaterra. En 1194 fue nombrado GranSheriff de Somerset y Dorset y en 1195, tomó parte en la expedición de Ricardo a Normandía. A su regreso a Inglaterra, formó parte del gran consejo de Ricardo reunido en Nottingham. Conde Salisbury fue uno de los cuatro condes que portaron el dosel del estado en la segunda coronación de Ricardo ese mismo año. 